# Azerley
Azerley is een civil parish in het bestuurlijke gebied Harrogate, in het Engelse graafschap North Yorkshire met 340 inwoners.